# Bezirk Unterlandquart
Der Bezirk Unterlandquart (rätoromanisch district da Landquart sut) war von 1851 bis 2000 ein Zivilgerichtssprengel des Schweizer Kantons Graubünden. Er umfasste die Kreise Schiers und Seewis im äussern Prättigau, die zum Anfang des Jahrs 2001 zum neuen Bezirk Prättigau-Davos übertraten, sowie die Kreise Fünf Dörfer und Maienfeld, die seither den Bezirk Landquart bilden.

## Die Gemeinden des ehemaligen Bezirks Unterlandquart
| Wappen              | Gemeindename        | PLZ        | Einwohner (31. Dezember 2023) | Fläche in km² | Einwohner pro km² | Kreis       |
| ------------------- | ------------------- | ---------- | ----------------------------- | ------------- | ----------------- | ----------- |
| Haldenstein         | Haldenstein         | 7023       | 1184                          | 18,57         | 64                | Fünf Dörfer |
| Igis                | Igis                | 7206       | 8689                          | 10,90         | 797               | Fünf Dörfer |
| Mastrils            | Mastrils            | 7303       | 620                           | 7,97          | 78                | Fünf Dörfer |
| Says                | Says                | 7202       | 158                           | 14,47         | 11                | Fünf Dörfer |
| Trimmis             | Trimmis             | 7203       | 2881                          | 28,46         | 101               | Fünf Dörfer |
| Untervaz            | Untervaz            | 7204       | 2675                          | 27,72         | 97                | Fünf Dörfer |
| Zizers              | Zizers              | 7205       | 3589                          | 11,01         | 326               | Fünf Dörfer |
| Fläsch              | Fläsch              | 7306       | 868                           | 19,94         | 44                | Maienfeld   |
| Jenins              | Jenins              | 7307       | 948                           | 10,54         | 90                | Maienfeld   |
| Maienfeld           | Maienfeld           | 7304       | 3193                          | 32,33         | 99                | Maienfeld   |
| Malans              | Malans              | 7208       | 2527                          | 11,40         | 222               | Maienfeld   |
| Grüsch              | Grüsch              | 7214       | 2161                          | 43,30         | 50                | Schiers     |
| Schiers             | Schiers             | 7220       | 2951                          | 61,66         | 48                | Schiers     |
| Seewis im Prättigau | Seewis im Prättigau | 7212       | 1430                          | 49,63         | 29                | Seewis      |
| Total (14)          | Total (14)          | Total (14) | 27’566                        | 347,90        | 79                |             |

## Veränderungen im Gemeindebestand

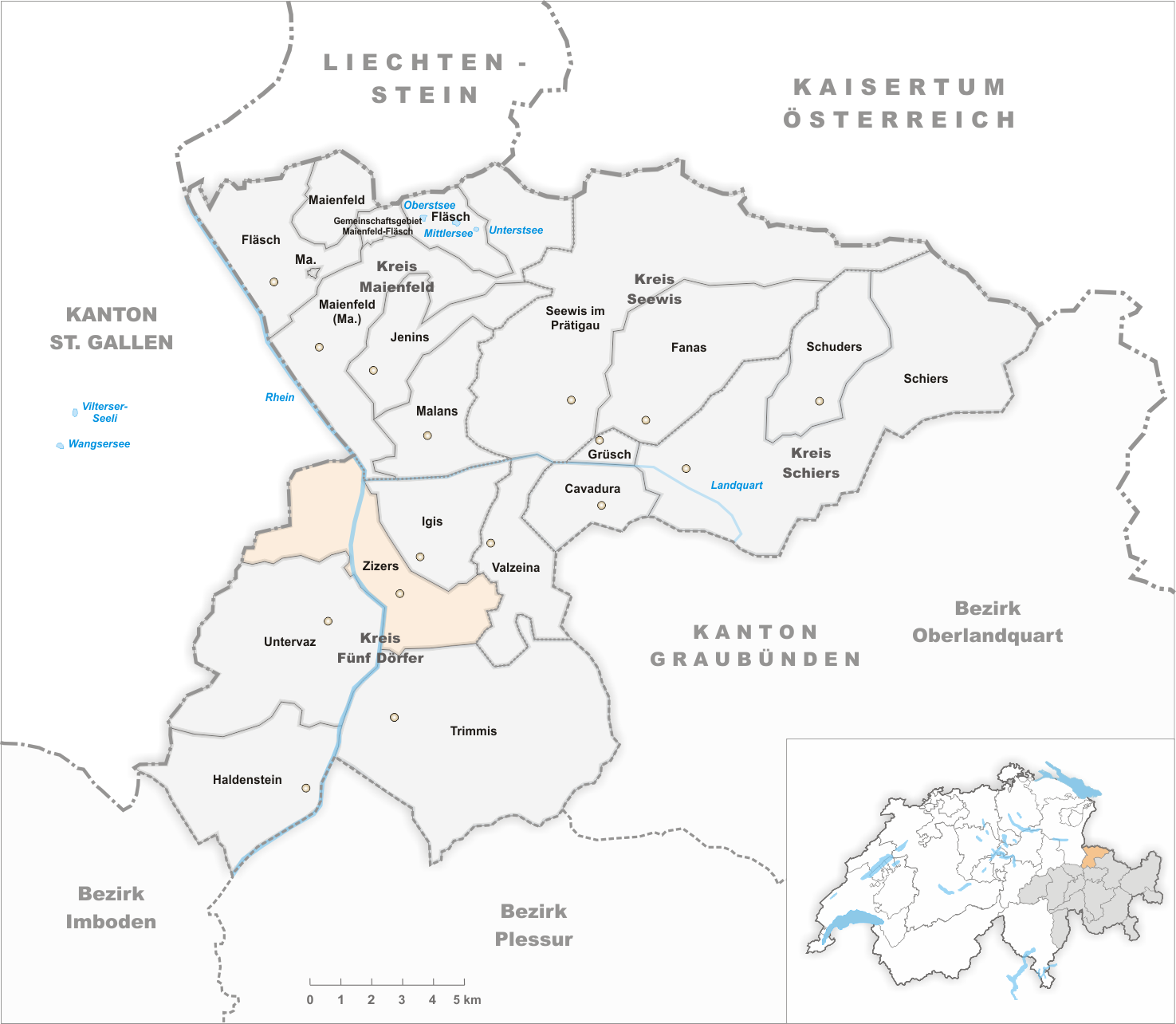
Gemeinden bis 1853
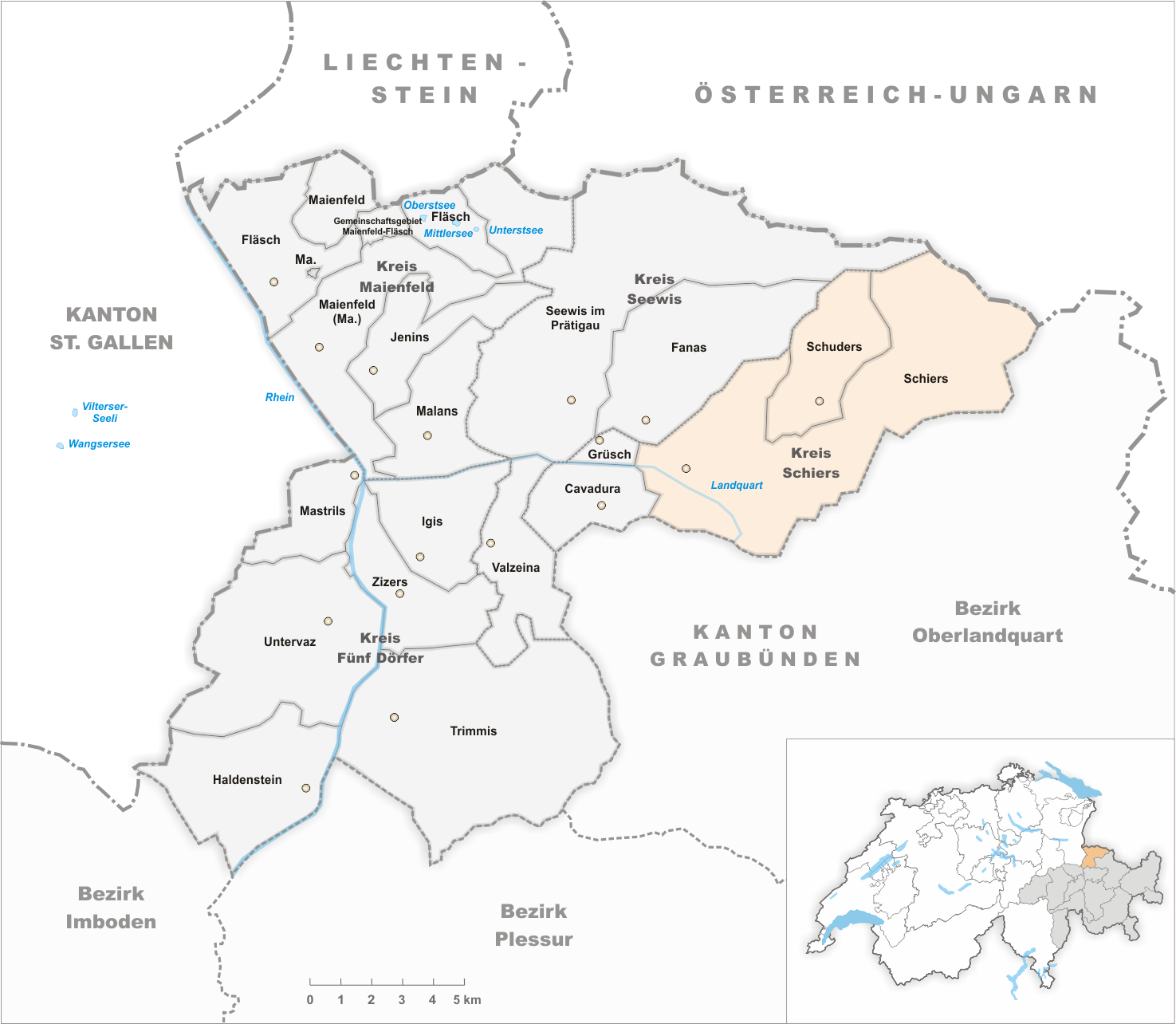
Gemeinden bis 1871
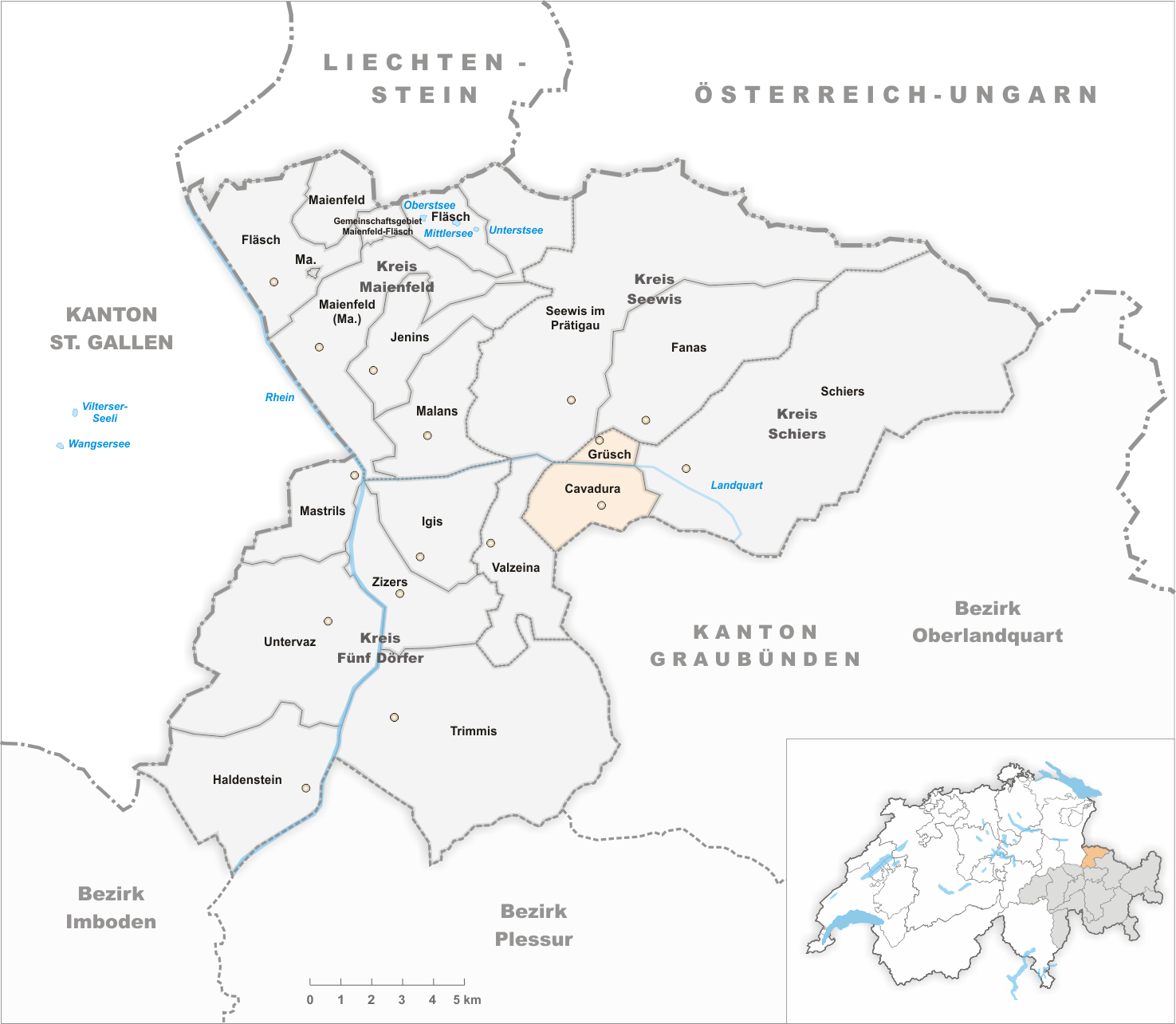
Gemeinden bis 1875
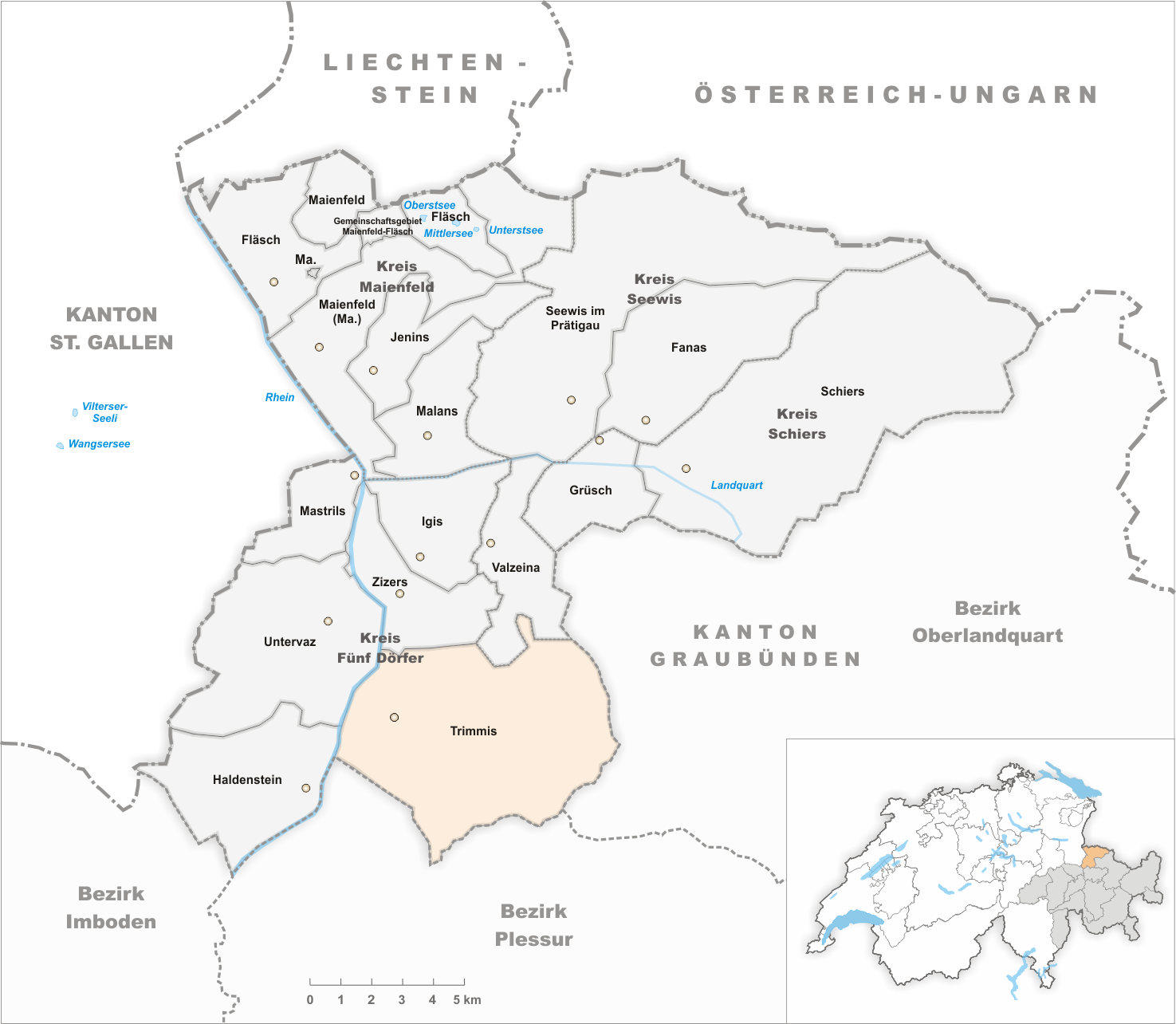
Gemeinden bis 1879
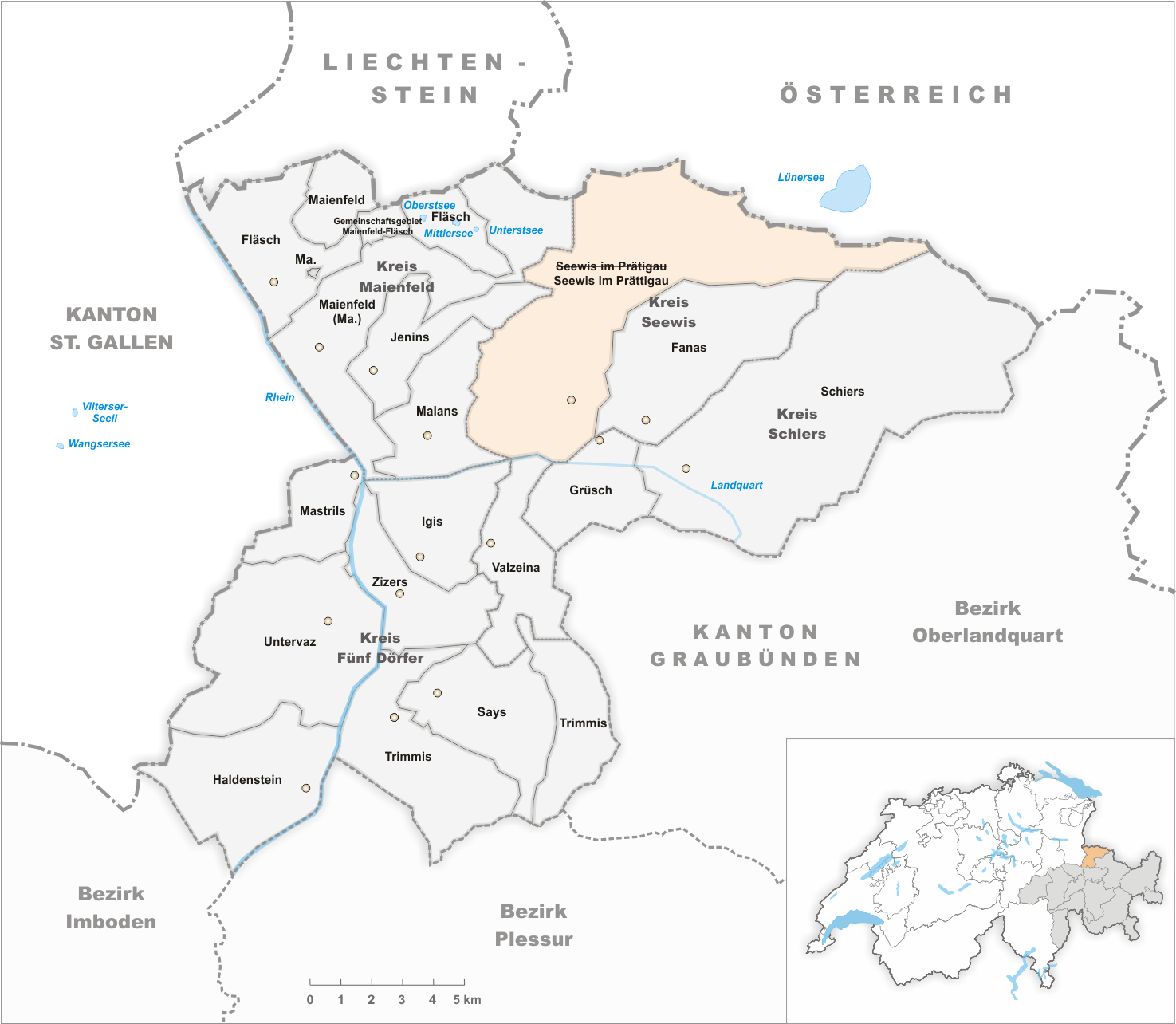
Gemeinden bis 1961
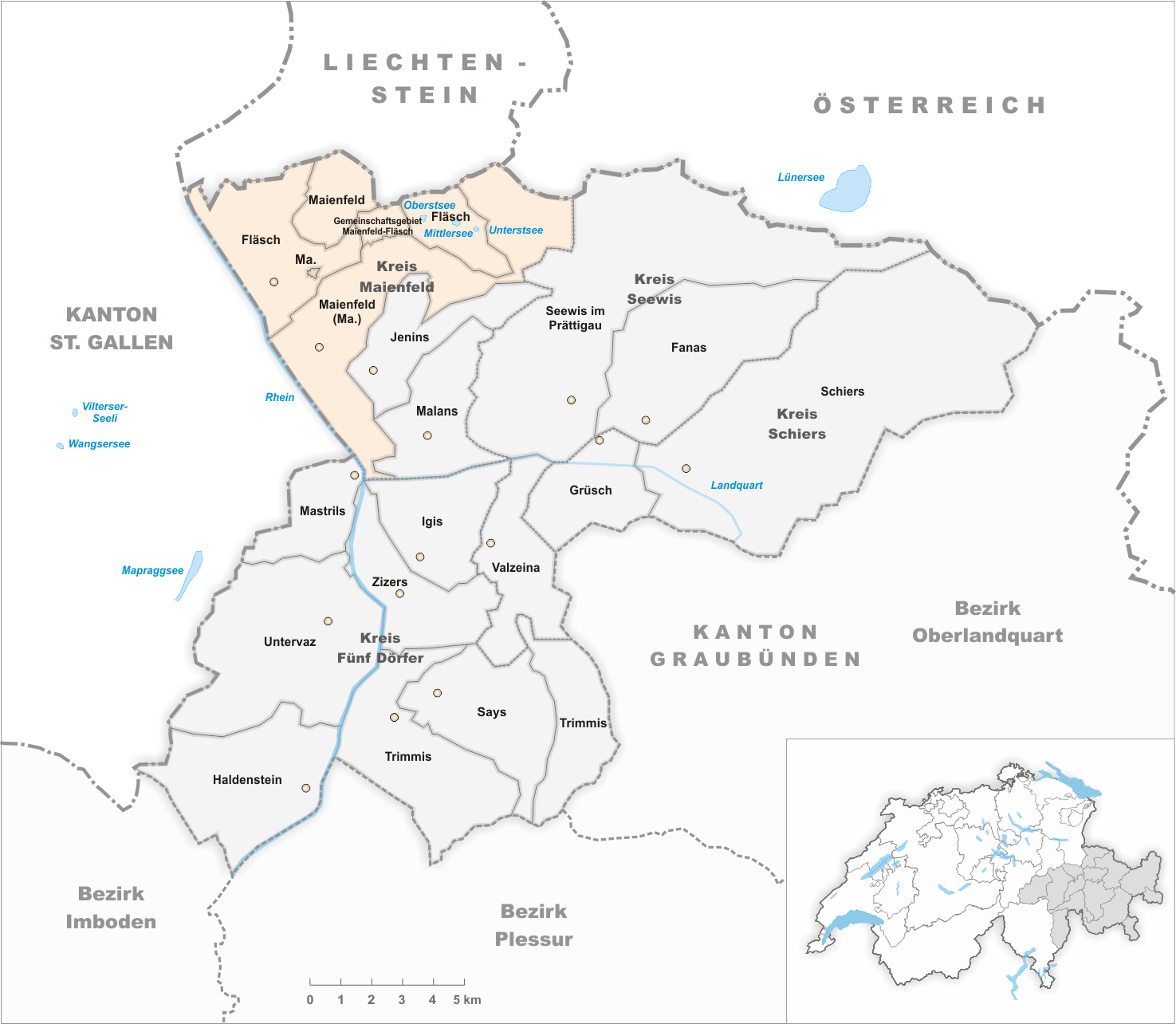
Gemeinden bis 1977
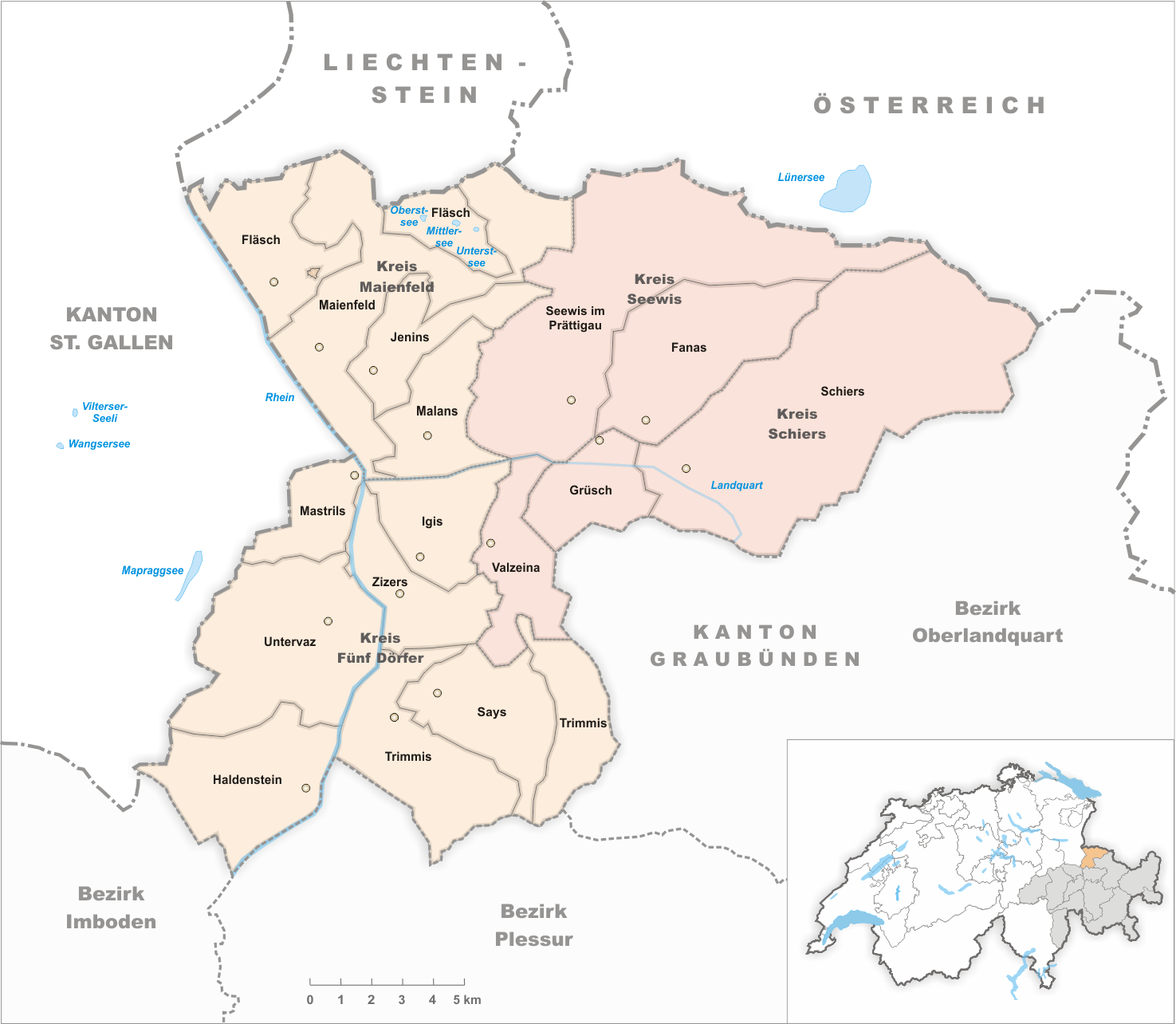
Gemeinden bis 2000

- 1854: Abspaltung von Zizers → Mastrils
- 1872: Fusion Schiers und Schuders → Schiers
- 1875: Fusion Grüsch und Cavadura → Grüsch
- 1880: Abspaltung von Trimmis → Says
- 1962: Namensänderung von Seewis im Prätigau → Seewis im Prättigau
- 1977: Auflösung des Gemeinschaftsgebiet Maienfeld-Fläsch → Fläsch und Maienfeld
- 2001: Bezirkswechsel von Fanas, Grüsch, Schiers, Seewis im Prättigau und Valzeina vom ehemaligen Bezirk Unterlandquart → Bezirk Prättigau-Davos
- 2001: Bezirkswechsel aller restlichen Gemeinden vom ehemaligen Bezirk Unterlandquart → Bezirk Landquart